# Acalypha clutioides
Acalypha clutioides är en törelväxtart som beskrevs av Radcl.-sm.. Acalypha clutioides ingår i släktet akalyfor, och familjen törelväxter. Inga underarter finns listade i Catalogue of Life.